# Думбрава-де-Сус (Мехедінць)
Думбрава-де-Сус (рум. Dumbrava de Sus) — село у повіті Мехедінць в Румунії. Входить до складу комуни Думбрава.
Село розташоване на відстані 236 км на захід від Бухареста, 38 км на схід від Дробета-Турну-Северина, 59 км на захід від Крайови.

## Населення
За даними перепису населення 2002 року у селі проживали 105 осіб, усі — румуни. Усі жителі села рідною мовою назвали румунську.